# Lars-Erik Wolvén
Lars-Erik Wolvén, född 26 december 1945 i Kiruna, Norrbottens län, död november 2010 i Östersund, Jämtlands län, var en svensk sociolog. Efter civilekonomexamen 1970 disputerade Wolvén 1976 vid Umeå universitet på en avhandling om kabel-TV försöket i Kiruna i mitten av 1970-talet. Han blev docent i sociologi vid Högskolan i Östersund, senare Mittuniversitetet 1991 och från 1999 var han professor vid Mittuniversitetet i Östersund. Wolvéns forskning berörde därefter främst organisationer och konsumenternas beteenden. Hans bakgrund som civilekonom bidrog till forskning kring entreprenörskap, bl.a. i samarbete med Björn Fjæstad och Marie-Louise von Bergmann-Winberg.

## Publikationer i urval
- Arbetsliv och samhällsförändringar (med Björn Fjæstad) (2005)
- Företagande och gemenskap : små företags kultur, samverkan och konkurrens (med Eskil Ekstedt) (2004)
- Relationsbyggande för ekonomisk utveckling : från idéer om ekonomisk utveckling till lokalt utvecklingsarbete i Norrlands inland (med Eskil Ekstedt) (2003)
- Att utveckla mänskliga resurser i organisationer : om ledarskap, organisering, kultur och kompetens (2000)
- Konsumentpolitik, glesbygdsbutiker och välfärd : om entreprenörskap och civilitet i lokalsamhällett (1996)
- Är konsumenterna rationella? : en analys utifrån forskning om konsumentbeteende, masskommunikation och välfärd (1994)
- Att ta steget in i framtiden : om småföretagare och informationsteknologi i lokalsamhället : slutrapport från projektet Apple Village Årefjällen (1994)
- Human resource development: an anthology from a research theme (1993)
- Individual, group, organization and society: a picture of 20 years of research at the University of Östersund (med Hans Wallentin) (1991)
- Att få veta mera : populärvetenskapliga artiklar om forskning, massmedia och glesbygd (1984)
- Jakten på det goda livet : om konsten att fånga välfärd och livskvalitet (1990)
- Kabelvision Kiruna : försök med ett annorlunda medium i närsamhället : sammanfattning och analys av resultaten från första försöksperioden (1976)